# 運輸省 (カナダ)
運輸省（うんゆしょう、英語：Transport Canada、仏語：Transports Canada）は、カナダ連邦政府内で、カナダの運輸に関する行政、規制、業務を司る省庁である。本部はオンタリオ州オタワにある。2025年現在のマーク・カーニー内閣の運輸大臣は、クリスティア・フリーランドである。

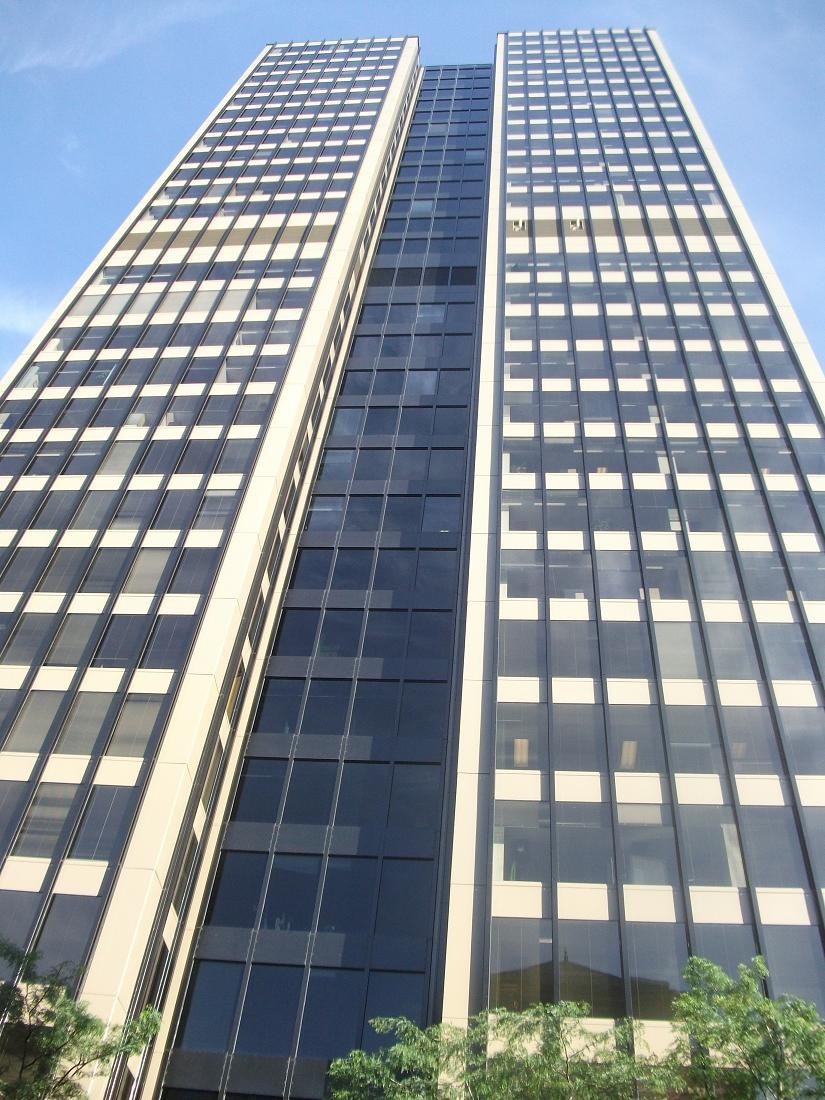
カナダ運輸省本部

## 歴史
運輸省は1935年にマッケンジー・キング政権により、当時の運輸環境の変化を反映して創設された。当時の鉄道運河省、海洋漁業省、国防省民間航空局を合併して創設された。運輸省法は1936年11月に施行された。
1994年の連邦政府再編まで、運輸省はカナダ沿岸警備隊、セントローレンス海路、VIA鉄道、カナディアン・ナショナル鉄道（CN鉄道）などの運営を含む幅広い業務を司っていた。CN鉄道は民営化され、沿岸警備隊は水産海洋省に移管、運河や空港は各地方公団などに移管されたため、運輸省としては大幅に規模を縮小した。現在は運輸業務運用より運輸政策・規制に焦点を置く組織となった。